# Lena Mosel
Lena Mosel (* 1987 in Heidelberg) ist eine deutsche Journalistin und Nachrichtenmoderatorin.

## Werdegang
Lena Mosel studierte von 2006 bis 2012 Publizistikwissenschaft an der Johannes Gutenberg-Universität Mainz und in Frankreich an der Université Paris-Est Créteil Val-de-Marne. Zwischen 2010 und 2011 arbeitete sie in Paris als freie Journalistin für „30 Millions d’Amis“ der TV-Produktionsfirma Pro TV. Später war sie auch als Hospitantin für das ZDF tätig. Von 2013 bis 2014 volontierte sie als Redakteurin für das Landesstudio Rheinland-Pfalz/Hessen/Saarland von Sat.1. Im Rahmen ihres Volontariats wirkte sie auch beim Sat.1-Frühstücksmagazin „Weck Up“ und bei dem Nachrichtenmagazin „17:30 Sat.1 Live“ mit. 2014 wurde sie als Redakteurin und Videojournalistin für „17:30 Sat.1 Live“ angestellt und arbeitete in Mainz und Frankfurt am Main.
Ab Dezember 2015 arbeitete Mosel in Berlin als Redakteurin für den Nachrichtensender Welt, vormals N24. Zunächst war sie in der Zentralredaktion tätig. Ab 2016 moderierte sie im Wechsel mit ihren Kolleginnen und Kollegen die laufenden Nachrichten des TV-Senders. 2019 wechselte sie in die Politikredaktion des Senders und war seitdem auch als Politik-Reporterin im Einsatz. Daneben moderierte sie diverse Sondersendungen zu Landtagswahlen und zur Bundestagswahl 2021, Studio-Interviews und Live-Schaltungen zu besonderen Ereignissen wie der Präsidentschaftswahl in Frankreich 2022 oder dem G7-Gipfel auf Schloss Elmau 2022. Seit März 2022 präsentierte sie auch das neu geschaffene Magazin „WELT-Reporter“. Ende 2022 moderierte sie im Rahmen von „WELT-Reporter“ einen Jahresrückblick. 2023 zählte sie in mehreren Episoden der wöchentlich ausgestrahlten Reihe „Die Welt am Wochenende“ zur Hauptbesetzung. Ende Dezember 2023 schied sie beim Nachrichtensender Welt aus. Seit Anfang Februar 2024 arbeitet Mosel als Moderatorin für das NDR Fernsehen und verstärkt das Moderationsteam der Nachrichtensendung „Niedersachsen 18.00“. Seit April 2024 moderiert sie außerdem „Phoenix vor Ort“ beim Ereignissender Phoenix.